# Donovan Slijngard
Donovan Slijngard (* 28. August 1987 in Amersfoort) ist ein ehemaliger niederländischer Fußballspieler.

## Karriere

### Verein
Bis 1996 lernte Slijngard das Fußballspielen in seinem Heimatort bei VV Cobu Boys Amersfoort. 1996 bekam er seinen ersten Jugendvertrag und wechselte in die Jugendakademie von Ajax Amsterdam, wo er bis 2006 in den Nachwuchsmannschaften des Vereins spielte. Zur Saison 2006/07 wurde er schließlich in den Profikader berufen. Um ihm von Beginn an Spielpraxis zu vermitteln, wurde er bereits in der Winterpause seines ersten Profijahres an den Ligakonkurrenten FC Groningen verliehen, bei dem der Defensivspieler auch sein Ligadebüt gab. Nach seiner Rückkehr zu Ajax konnte er auch dort am 28. Mai 2008 im Eredivisie-Spiel gegen FC Twente sein Premierenpflichtspiel für die Amsterdamer bestreiten.  Zur Folgesaison kam es zum erneuten Ausleihgeschäft mit dem Linksverteidiger. Dabei sicherte sich Sparta Rotterdam die Dienste des Abwehrspielers zunächst für eine Saison. Am Ende der Saison 2008/09 lief Slijngards Vertrag mit Ajax aus und er wechselte ganz zu Sparta Rotterdam, das am Ende der Saison aus der 1. Liga abstieg. Slijngard blieb bis 2014 mit Rotterdam in der 2. Liga. Dann reizte ihn nach seiner eigenen Aussage, die Herausforderung wieder höherklassigen Fußball zu spielen und er wechselte zur Saison 2014/15 zum damaligen Erstligisten SC Cambuur Leeuwarden, wo er aber kaum Einsatzzeiten bekam. Zu Beginn der Saison 2015/16 unterschrieb er beim FK Zalgiris Vilnius, der in der ersten Liga Litauens spielte. Dort spielte er regelmäßig und blieb bis Ende 2020. Nachdem er anschließend gut acht Monate vereinslos war, schloss er sich im August 2021 dem niederländischen Drittligisten VV Noordwijk an. Im September 2023 beendete er dort seine Karriere als Profifußballer aufgrund einer Achillessehnenverletzung.

### Nationalmannschaft
Für die U-20 der Niederlande bestritt Slijngard ein Spiel.

## Wissenswertes
- Neben der niederländischen besitzt Slijngard auch die Staatsbürgerschaft Surinames.